# تشيس ليمان
تشيس ليمان (بالإنجليزية: Chase Lyman)‏ هو لاعب كرة قدم أمريكية أمريكي، ولد في 4 سبتمبر 1982 في ماونتن فيو في الولايات المتحدة.